# Kintore (Northern Territory)
Kintore, auch Walungurru, ist eine Siedlung des Aborigine-Stamms der Pintupi mit insgesamt 420 Einwohnern, wovon 91 % Aborigines sind. Der Ort im Northern Territory von Australien liegt 521 Kilometer westlich von Alice Springs, erreichbar über die Gary Junction Road oder die Sandy Blight Junction Road.

## Geschichte
Kintore wurde von den Pintupi in den frühen 1980er Jahren selbst aufgebaut. In der Siedlung Papunya, die die australische Regierung aufgebaut hatte, lebten die Pintupi seit den 1970er Jahren gemeinsam mit dem Aborigine-Stamm der Luritja. Durch verschiedene soziale Umstände wie Gesundheitsprobleme und Auseinandersetzungen zwischen den Gruppen, die unterschiedliche Sprachen sprechen und von verschiedenen historischen Erfahrungen geprägt sind, entschlossen sich die Pintupi in ihr weiter westlich liegendes traditionelles Land zu ziehen. Etwa 250 Kilometer von Papunya entfernt gründeten sie in der Nähe von zwei für sie kulturell bedeutsamen Hügeln namens Pulikatjara ohne staatliche Hilfe den Ort Kintore. Im Jahre 2009 verfügt der Ort über eine Schule (Walungurru School), ein Krankenhaus, Geschäfte, ein Kunstzentrum, eine Landepiste und einen Swimmingpool.

## Künstlerkolonie
Kintore ist ein Künstlerzentrum im Kulturraum der Western Desert. Die Künstlerbewegung, die in Papunya begann, wurde nach dem Auszug der Pintupi in Kintore fortgesetzt. Die Künstler, die nach Kintore kamen, malten die Traumzeitgeschichten ihres Stammes weiter. Die Bilder der Maler von Kintore sind zumeist im Stil des Dot-Painting (Punkte-Malerei) hergestellt und national und international verbreitet und bekannt.
Die Künstlerkolonie in Kintore, die aus Frauen und Männern besteht, zählt mehr als 50 Künstler, wie beispielsweise Turkey Tolson, Mick Namareri, Kai Kai Nampitjinpa und Nolan Tjapangati.